# Голубовський Іван Сильвестрович
Іван Сильвестрович Голубовський (8 березня 1878, Перегінське — 17 травня 1957, Вейпрти, Чехословаччина) — український правник, письменник. Доктор права (1907). Друг та біограф Олекси Новаківського.

## Життєпис
Іван Голубовський народився 8 березня 1878 року в селі Перегінському, нині с-ще Перегінської громади Калуського району Івано-Франківської области України.
У 1888—1900 роках навчався в гімназіях Станиславова, Стрия, Львова та Дрогобича. Студіював право у Львівському університеті, де на першому був слухачем курсу лекцій Михайла Грушевського з історії Східної Європи. 1901 року став учасником сецесії українських студентів Львівського університету.
1905 року закінчив юридичний факультет Ягеллонського університету. У період навчання він познайомився з Олексою Новаківським.
Протягом 1906—1911 років працював у відомих галицьких адвокатів Долини, Кам'янки-Струмилівської, Калуша, Дрогобича та інших. Під час Першої світової війни служив у польовому суді Австрійської армії. 1920 року відкрив адвокатську канцелярію у Львові. Допомагав з фінансовими та юридичними проблемами Мистецькій школі Олекси Новаківського.
У 1940-х роках німецькою окупаційною владою Львова направлений з дружиною Ядвігою на примусові роботи до Німеччини, де в м. Хемніці працював цивільним суддею. У 1945—1948 роках управитель націоналізованої німецької фабрики по обробці шкіри в м. Вейпртах Чехословаччини.
Помер 17 травня 1957 року у Вейпртах, де й похований на місцевому цвинтарі.

### Сім'я
Разом з дружиною полькою Ядвігою мали двох дітей: доньку Галину та сина Андрія.

## Доробок
Другу Олексові Новаківському присвятив дві повісті: «Боги за одним столом» (2001, журнал «Дзвін»), «Розмахом могутніх крил» (2002, з передмовою мистецтвознавця Миколи Мушинки; Фонд «Олекса Новаківський і його мистецька школа» у Львові).
Зберігав найбільшу колекцію творів художника, серед яких був його портрет. 1936 року учасник підготовки посмертної виставки художника, яку організувало Українське товариство прихильників мистецтва у Львові (тоді представили 364 твори малярства та графіки).
Голубовський згадується в каталогах та рецензіях виставок картин Новаківського з приватної колекції М. Мушинки, які проводилися в Україні, Канаді, Словаччині та США.